# Мокіно (Нижньогородська область)
Мокіно (рос. Мокино) — присілок в Ковернинському районі Нижньогородської області Російської Федерації.
Населення становить 1 особу. Входить до складу муніципального утворення Горєвська сільрада.

## Історія
Від 2009 року входить до складу муніципального утворення Горєвська сільрада.

## Населення
| 2002 | 2010 |
| ---- | ---- |
| 2    | ↘1   |